# 金玉掌中抄
『金玉掌中抄』（きんぎょくしょうちゅうしょう）は、鎌倉時代末期に中原章任が著した法律書。
章任は西園寺実兼の家司を務め、後に明法博士兼修理権大夫に昇進して花園天皇に律令を講じたことで知られている。また、兄弟の是円（中原章賢）と真恵は『建武式目』を起草している。
書名のうち、「金玉」は"金科玉条"すなわち律令を意味し、「掌中抄」は本文の最後の一文"巳上掌中抽"に由来すると考えられている。ただし、この題名を章任が選んだものか、後世になって付けられたのかは不明。
刑事法を中心として72の事例について、律令格式の正文及び家学の学説を引用して解説している。当時の明法道及び公家法の水準を知ることが出来るとともに、散逸した律令の正文の引用を含んでいるため、その再現のための重要資料とされている。
執筆目的としては、①法曹実務の参考にするための手引書であったとする説、②後学のための明法道教授のためのテキストであった説、③花園院への進講などの際の史料として用いられた説、などが想定されるが結論は出ていない。